# Acacia cornigera
Acacia cornigera, el cuernecillo, árbol del cuerno, cornezuelo, cuerno de toro o cucharilla, es un arbusto de la familia de las fabáceas.

## Descripción
Esta especie puede alcanzar hasta 10 m de altura. Tiene espinas grandes, ahuecadas hacia afuera (espinas dorsales estipulares) que están en pares en la base de hojas, que se asemejan a los cuernos de un toro y son ligera o fuertemente cafés, algunas veces marfil o amarillas.
Las hojas bipinnadas, con raquis principal de 12 a 14 cm de longitud, con ocho a diez pares de hojuelas de 4 a 6 cm de largo y pecíolo acanalado de 0,5 a 2 cm, cada hojuela con veintidós a treinta y dos pares de pinnas de 3 a 7 mm de largo y 7 a 17 mm entre par de pinnas. Inflorescencia en espiga con flores sésiles de corolas amarillas de 1,1 a 1,5 mm de largo, ligeramente más largas que el cáliz. Legumbre color caoba, usualmente erecta, rolliza, 5 a 9 cm de longitud por 1,3 a 1,8 cm de anchura, con ápice puntudo. Semillas color pardo obscuro con arilo blancusco.

## Distribución
Es nativo del sur de México y Centroamérica. Se distribuye por Belice, Costa Rica, El Salvador, Guatemala, Honduras, México, Nicaragua, Panamá y Estados Unidos. Ha sido introducido en India y Pakistán.

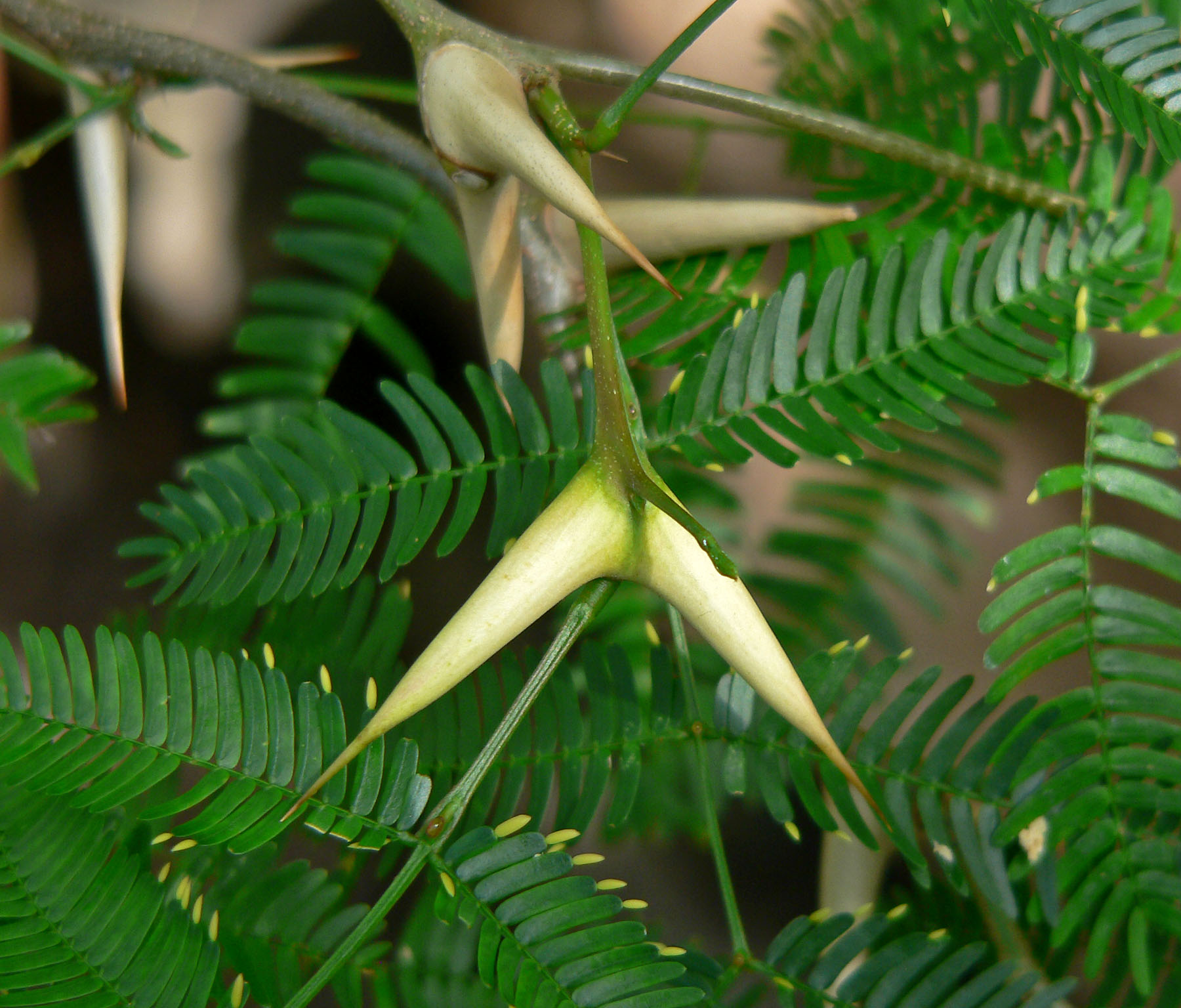

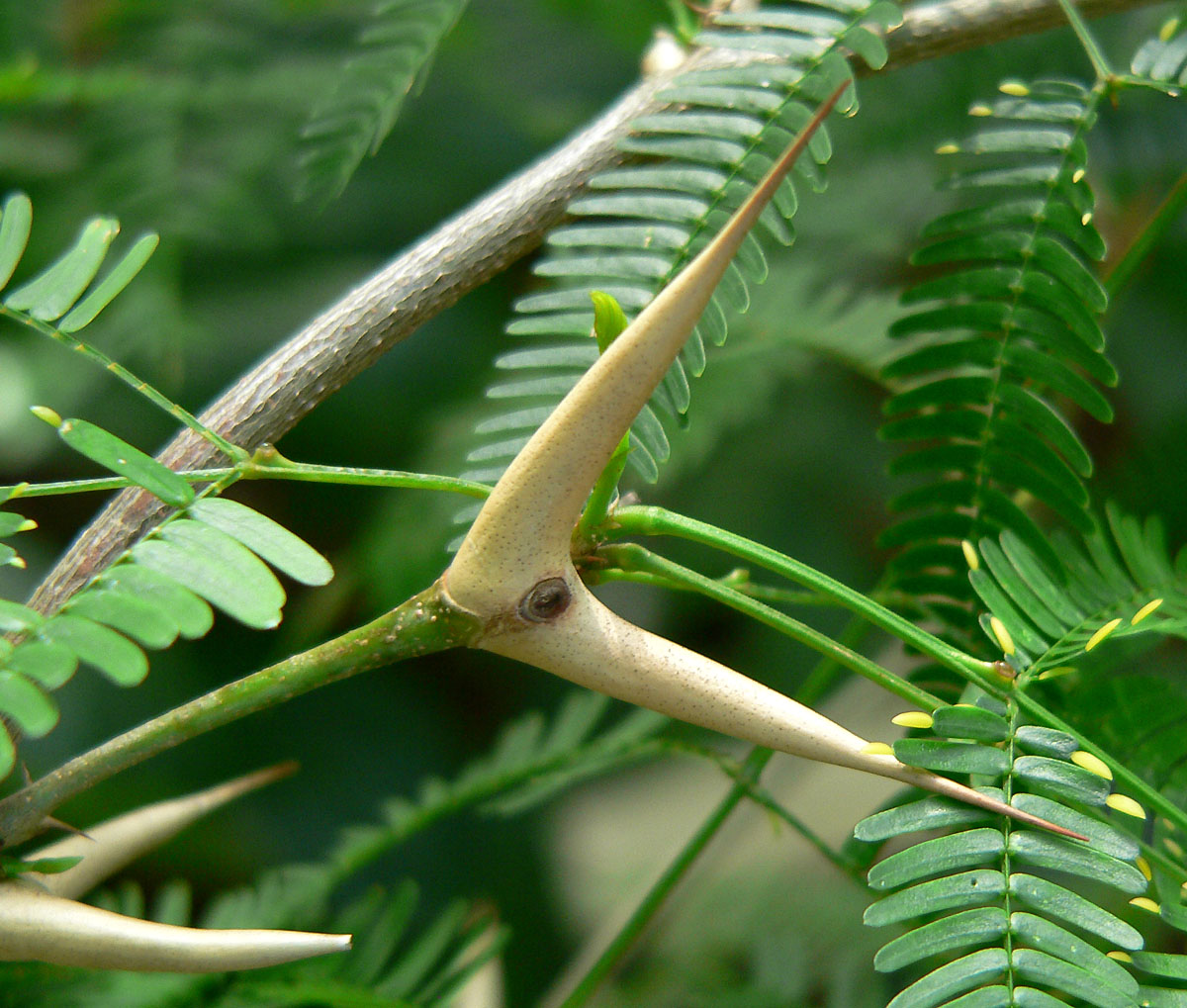

## Mirmecofilia
Esta acacia es conocida por su relación simbiótica con las hormigas del género Pseudomyrmex (P. ferruginea, P. belti, P. nigrosincta). Las hormigas actúan como mecanismo de defensa para el árbol, protegiéndolo contra insectos y otros animales dañosos o contra plantas parásitas. Las hormigas habitan en las espinas huecas de la planta y se alimentan de unos pequeños glóbulos ricos en glucógeno (cuerpos de Belt) que son secretados por el ápice de los foliolos. El naturalista Francisco Hernández en 1651 fue el primero en escribir sobre esta simbiosis, al referirse a la acacia llamada por los indígenas huitzmaxalli.
A finales de 2013 se publicó un artículo en la revista National Geographic que rebatía la conocida relación simbiótica. Se argumentó que la acacia hacía esclavas a las hormigas que probaban su azúcar, haciéndolas adictas o dependientes de dicho azúcar segregado por el arbusto; siendo por tanto, una relación más de servidumbre que de simbiosis.

## Toxicidad
Las especies del género Acacia pueden contener derivados de la dimetiltriptamina y glucósidos cianogénicos en las hojas, las semillas y la corteza, cuya ingestión puede suponer un riesgo para la salud.

## Taxonomía
Acacia cornigera fue descrita por (L.) Willd. y publicado en Species Plantarum. Editio quarta 4(2): 1080. 1806.
Etimología
Ver: Acacia: Etimología
cornigera: epíteto latíno que significa "con cuerno" describiendo las espinas de la planta.
Sinonimia
- Acacia campecheana Schenck
- Acacia cornigera (L.) Willd. var. americana DC.
- Acacia cubensis Schenck
- Acacia furcella Saff.
- Acacia hernandezii Saff.
- Acacia interjecta Schenck
- Acacia rossiana Schenck
- Acacia spadicigera Schldl. & Cham.
- Acacia turgida Saff.
- Mimosa cornigera L.
- Tauroceras cornigerum (L.) Britton & Rose
- Tauroceras spadicigerum (Schldl. & Cham.) Britton & Rose[6][7]